# Eames Lounge Chair Wood

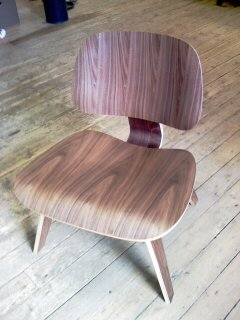
Eames Lounge Chair Wood (LCW)

La chaise Eames Lounge Chair Wood (LCW) (aussi connue sous les appellations Low Chair Wood ou encore Eames Plywood Lounge Chair) est un objet issu du design industriel créé par le couple américain Ray et Charles Eames en 1945. Cette chaise est fabriquée et commercialisée depuis par la société de meubles de bureau Herman Miller aux États-Unis et Vitra en Europe.

## Présentation et notoriété
La chaise Eames Lounge Chair Wood (LCW) est composée de deux pièces en contreplaqué moulées et cintrées, l'assise et le dossier, reliées entre elles par un support transversal. Le support et les pieds sont en contreplaqué ou en métal chromé selon les modèles.
La chaise existe en plusieurs couleurs, bois teinté de coloris vifs dans la masse, ou encore coloris naturels variant selon l'essence du bois.
Un exemplaire de la chaise fait partie de la collection permanente du MoMA à New York et du Vitra Design Museum bâlois. Le couple Eames a reçu le prix Design of the Century délivré par le Time pour cette création.

## Origines et fabrication
Le couple Eames a développé les techniques de travail du contreplaqué, notamment les procédés de modelage et de cintrage de plaques dans des courbes complexes au travers de leurs recherches débutée en 1942 pour la marine américaine.
À l'issue de la guerre, le couple Eames utilise ses travaux pour se destiner à la fabrication de meubles : la chaise LCW a été dessinée en 1945 selon ces procédés, répondant aux objectifs d'être facilement productible en masse, confortable et peu chère.